# Безвель (река)
Безвель — река в России, протекает по Калужской области. Устье реки находится в 13 км по левому берегу реки Большой Березуй. Длина реки составляет 38 км, площадь водосборного бассейна — 243 км². В 25 км от устья, по правому берегу реки впадает река Сережинка.

## Данные водного реестра
По данным государственного водного реестра России относится к Окскому бассейновому округу, водохозяйственный участок реки — Угра от истока и до устья, речной подбассейн реки — Бассейны притоков Оки до впадения Мокши. Речной бассейн реки — Ока.
Код объекта в государственном водном реестре — 09010100412110000021429.